# 劉克儁

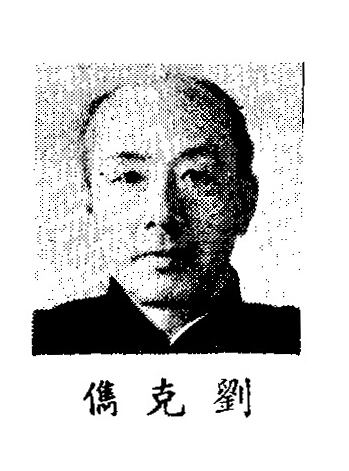

劉克儁（1893年—？）字卓吾，江西省安福县人，中华民国法学家、政治人物。

## 生平
劉克儁早年入北京大学法学院学习。后来，劉克儁曾任德国慕尼黑大学法学教授。1928年，出任国民政府立法院立法委员。后来曾任考试院法规委员会委员。
1929年12月，立法院长胡汉民拟具《民事调解条例草案原则》，经过政治会议审查后提交立法院。提案中的六项原则被增加至七项，送交立法院讨论。立法院第43次会议议决之后，交付立法委员劉克儁、蔡瑄、罗鼎起草。1930年1月11日，《民事调解法》16条通过，1月20日公布，1931年1月1日施行。
1930年，在捷克斯洛伐克的布拉格召开第十届国际监狱大会，国民政府派劉克儁为代表参加。
1930年12月6日，《民法》第四编亲属公布；12月22日，《民法》第五编继承公布。立法院乃令立法委员林彬、罗鼎、劉克儁起草《人事程序法》。他们讨论后认为，人事诉讼程序属于民事诉讼程序的一部分，应作为《民事诉讼法》的一部分，故拟“人事诉讼程序”草案，作为《民事诉讼法》第五编第四章。立法院第129次会议通过了该章草案，1931年2月13日由国民政府公布。
1931年12月，国民政府令劉克儁、郗朝俊等人组织刑法委员会，修订刑法（顾问为宝道、赖班亚），1934年修订完毕，1935年7月1日施行。
1934年4月，因《民事诉讼法》“关于诉讼程序各规定，有过于繁杂者，亦有尚嫌疏漏者，于诉讼人既多不便，而法院结案亦不免因之延滞……”，司法行政部拟定修正草案9编639条，呈请行政院转咨立法院命议。立法院第三届第55次会议初读草案，决议交立法委员罗鼎、劉克儁、林彬、史尚宽、瞿会泽审查。1934年7月，罗鼎等立法委员开始讨论司法部所拟《修正民事诉讼法草案》。同年11月26日，完成《民事诉讼法修正案》，共9编12章636条。立法院第二届第85次会议通过，国民政府1935年2月1日公布。此后，立法院又委托罗鼎等上述5位立法委员起草《民事诉讼法施行法》，该法于1935年5月10日公布。依该法规定，《民事诉讼法》于1935年7月1日施行。
1946年，劉克儁成为制宪国民大会代表。1948年7月14日，监察院同意中华民国总统提出之大法官江庸、燕树棠、黄右昌、郗朝俊、张式彝、李伯申、胡伯岳、洪文澜、张于浔、林彬、劉克儁、沈家彝十二人（未同意者有史尚宽等五人）。劉克儁被任命为司法院大法官。